# توماس شنايدر (عداء سريع)
توماس شنايدر (بالألمانية: Thomas Schneider)‏ هو عداء سريع ألماني، ولد في 7 نوفمبر 1988 في فورست في ألمانيا.

## وصلات خارجية
- توماس شنايدر على موقع الاتحاد الدولي لألعاب القوى (الإنجليزية)
- توماس شنايدر على موقع اللجنة الأولمبية الدولية (الإنجليزية)
- توماس شنايدر على موقع أوليمبيديا (الإنجليزية)
- توماس شنايدر على موقع اللجنة الأولمبية الألمانية (الألمانية)